# Murweh Shire
Koordinaten: 26° 24′ S, 146° 14′ O

Das Shire of Murweh ist ein lokales Verwaltungsgebiet (LGA) im australischen Bundesstaat Queensland. Das Gebiet ist 40.700 km² groß und hat etwa 4300 Einwohner.

## Geografie
Das Shire liegt in der Südhälfte des Staats etwa 680 km westlich der Hauptstadt Brisbane.
Größte Ortschaft und Verwaltungssitz der LGA ist Charleville mit etwa 3100 Einwohnern. Weitere Ortschaften sind Augathella, Bakers Bend, Boatman, Caroline Crossing, Clara Creek, Cooladdi, Gowrie Station, Langlo, Morven, Murweh, Nive, Redford, Riversleigh, Sommariva, Upper Warrego und Ward.

## Geschichte
Ab 1863 wurde die Region besiedelt und 1879 wurde eine lokale Verwaltung eingerichtet. 1894 wurde Charleville zu einer Ortschaft mit eigener Verwaltung, erst 1961 erfolgte Wiederzusammenführung.

## Verwaltung
Der Murweh Shire Council hat fünf Mitglieder. Der Mayor (Bürgermeister) und vier weitere Councillor werden von allen Bewohnern des Shires gewählt. Die LGA ist nicht in Wahlbezirke unterteilt.